# Бигер, Томас
Томас Андреас Бигер (нем. Thomas Andreas Bieger; родился 26 апреля 1961 года, имеет муниципальное гражданство Базеля) — швейцарский бизнес-управленец и учёный-экономист, профессор делового администрирования со специализацией в индустрии туризма и региональной экономике. В 2010—2014 годах был председателем Международного альянса бизнес-образования. В 2011—2020 годах был ректором Университета Санкт-Галлена. С 2016 года является председателем Палаты университетских ректоров Швейцарии.

## Биография
Обучение и исследования
Томас Бигер изучал деловое администрирование в Базельском университете и в 1984 году получил лиценциат, а в 1987 году получил там докторскую степень по экономике и региональной экономике.
С тех пор Бигер проводил исследования и преподавал в разных университетах. Он был приглашённым профессором в Инсбрукском университете имени Леопольда и Франца, преподавал в Университете Саймона Фрейзера в Ванкувере, в итальянском Университете Лугано и в 2005 году в качестве научного сотрудника Уильяма Эванса в Университете Отаго в Новой Зеландии.

### Профессиональная деятельность
Бигер работал в сфере потребительского маркетинга и маркетинга в туристической индустрии. С 1985 по 1991 год он был преподавателем, а с 1988 года — членом руководства Университета прикладных наук Люцерна. Там он основал Высший технический колледж туризма в 1988 году, занимал должность директора по маркетингу, а так же основал Институт экономики туризма.
1 февраля 2011 года он стал ректором Университета Санкт-Галлена (нем. Universität St. Gallen, HSG), сменив немецкого экономиста Эрнста Мора. Бигер хотел укрепить позиции HSG как ведущего бизнес-университета в Европе, а также добиться лидирующих позиций в некоторых областях за пределами Европы. В феврале 2020 года новым ректором университета стал профессор конституционного и административного права Бернхард Эренцеллер.

### Должности
Бигер занимает пост председателя совета директоров Jungfraubahn Holding и общества отельного кредита (Schweizerische Gesellschaft für Hotelkredit — SGH).

## Личная жизнь
Томас Бигер женат. У него есть дочь и сын.